# استم اس۱۰
استم اس۱۰ (به انگلیسی: Stemme S10) یک هواگرد ملخ‌پیشین تک‌موتوره از نوع بادپر موتوردار ساخت شرکت Stemme AG واقع‌در اشتراوسبرگ، آلمان است. این هواگرد در سال ۱۹۸۴ میلادی رسماً معرفی گردید. یک نسخه بدون خلبان به نام S-UAV وجود دارد که برای نظارت در نظر گرفته شده‌است.